# Arroyo del Tala (Río Arapey, margen izquierdo)
El arroyo del Tala es un curso de agua uruguayo que atraviesa el departamento de  Salto perteneciente a la cuenca hidrográfica del Río de la Plata.
Nace en la Cuchilla del Daymán y desemboca por la margen izquierda del río Arapey.